# Maravilla Tenejapa
Maravilla Tenejapa es una localidad del estado mexicano de Chiapas, cabecera del municipio homónimo. 

## Geografía
La localidad está ubicada en la posición 16°8′28″N 91°17′34″O / 16.14111, -91.29278, a una altitud de 418 m s. n. m.
Según la clasificación climática de Köppen, el clima corresponde al tipo Aw - Tropical seco.

## Demografía
De acuerdo a los resultados del Censo de Población y Vivienda de 2020 realizado por el Instituto Nacional de Estadística y Geografía, la población de la localidad es de  2705 habitantes lo que representa un incremento promedio de 5.8% anual en el período 2010-2020 sobre la base de los 1563 habitantes registrados en el censo anterior. Ocupa una superficie de 1.073 km², lo que determina al año 2020 una densidad de 2522 hab/km².
| Gráfica de evolución demográfica de Maravilla Tenejapa entre 2000 y 2020 |
|                                                                          |
| Fuente: Instituto Nacional de Estadística Geografía e Informática        |

En el año 2010 estaba clasificada como una localidad de grado alto de vulnerabilidad social.
La población de Maravilla Tenejapa está mayoritariamente alfabetizada (9.32% de personas analfabetas al año 2020) con un grado de escolarización en torno de los 6.5 años. El 69.65% de la población es indígena.